# تپه ابراهیم‌آباد
تپه ابراهیم‌آباد مربوط به دوران‌های تاریخی پس از اسلام است و در شهرستان دامغان، دهستان دامنکوه، روستای مهماندوست واقع شده و این اثر در تاریخ ۲۵ اسفند ۱۳۷۹ با شمارهٔ ثبت ۳۵۴۳ به‌عنوان یکی از آثار ملی ایران به ثبت رسیده است.